# 袁思幹
袁思幹，字濟臣，贵州修文人，清朝政治人物、同進士出身。

## 生平
同治七年（1868年）戊辰科進士，三甲八十五名，后官湖南沅江縣知縣。